# Trigan
Trigan steht für die englische Comicserie The Rise and Fall of the Trigan Empire (später auch nur The Trigan Empire), die von Mike Butterworth getextet und hauptsächlich von Don Lawrence gezeichnet wurde. Die Serie lief von 1965 bis 1982.
Es waren insbesondere die herausragenden Bilder von Don Lawrence, die der Serie zu ihrem großen Erfolg verhalfen. Als andere Zeichner die Serie übernahmen, ließ der Erfolg schnell nach.

## Synopsis
Die Geschichten handeln von den Erlebnissen der kaiserlichen Familie im Reich Trigan, das auf dem weit entfernten Planeten Elekton liegt. Das Reich Trigan hat starke Ähnlichkeit mit dem römischen Reich, die Hauptstadt Trigan City liegt auf fünf Hügeln, der Kaiser und die Soldaten tragen römische Uniformen. Neben diesen historischen Elementen sind auch Science-Fiction-Elemente eingebaut. So kommen neben Schwertern auch Laserwaffen zum Einsatz und neben einer Kavallerie gibt es auch eine Luftwaffe mit Jets. Darüber hinaus gibt es auf Elekton auch eine exotische Fauna und Flora mit dinosaurierähnlichen Monstern, Riesenkraken usw.
Das Reich und die Herrschaft des Kaisers Trigo wird immer wieder bedroht durch die grünhäutigen, schlitzäugigen Lokaner und andere wilde Völker, die die Herrschaft über Elekton anstreben. Auch außerirdische Bedrohungen oder Intriganten und Verräter bedrohen das Reich, welches jedes Mal von dem blonden Trigo, seinem Neffen Janno und dem Toga tragenden Gelehrten Peric (auch: „Perik“) gerettet wird.
Auf Elekton gibt es noch ein anderes großes Reich ‚Herikon’, welches Ähnlichkeit mit dem antiken Byzanz aufweist.

## Veröffentlichungsgeschichte
Die aufeinander aufbauenden Geschichten unterschiedlicher Länge hatten keine Titel, so dass sie unter ganz verschiedenen Titeln in unterschiedlichen Zusammenstellungen zu finden sind.
Zuerst erschienen sie in der englischen Zeitschrift Ranger und später in Look and Learn.
In Deutschland erschien 1973 die erste Geschichte beim Moewig-Verlag im „SC Super Sonderheft 7“ mit dem entstellenden Titel „Trigo – Herr über Atlantis“ und einem Text von Mike Butterworth. Darin werden in einem abgestürzten Raumschiff fremdsprachige Dokumente gefunden, die nach langwieriger Übersetzung die Geschichte des Helden Trigo erzählen.
Weitere Titel wurden von 1975 bis 1978 beim Gevacur-Verlag im Kobra-Magazin unter dem Namen Das Reich Trigan veröffentlicht. Im gleichen Verlag erschienen auch fünf Alben, in denen einzelne Geschichten zusammengefasst waren.
Die folgende Geschichtenaufzählung ergibt sich aus der Neuausgabe bei Panini aus den Jahren 2015–2019. Hier wurden die Geschichten um das Reich Trigan in 18 Bänden neu aufgelegt.
| Nr. | Titel                                       | Zeichner        | Band | Seiten | Zuerst erschienen in                             |
| --- | ------------------------------------------- | --------------- | ---- | ------ | ------------------------------------------------ |
| 1   | Sieg für Trigan                             | Don Lawrence    | 1    | 40     | Ranger 02.10.1965 – 29.01.1966                   |
| 2   | Absturz im Dschungel                        | Don Lawrence    | 1    | 6      | Ranger 05.02.1966 – 19.02.1966                   |
| 3   | Der herabstürzende Mond                     | Don Lawrence    | 2    | 28     | Ranger 26.02.1966 – 28.05.1966                   |
| 4   | Die Invasoren von Gallas                    | Don Lawrence    | 2    | 18     | Ranger 04.06.1966 – Look & Learn 30. Juli 1966   |
| 5   | Land ohne Wiederkehr                        | Don Lawrence    | 2    | 10     | Look and Learn 06.08.1966 – 03.09.1966           |
| 6   | Aufstand der Loka                           | Don Lawrence    | 3    | 26     | Look and Learn 10.09.1966 – 03.12.1966           |
| 7   | Krieg mit Herikon                           | Don Lawrence    | 3    | 18     | Look and Learn 10.12.1966 – 04.02.1967           |
| 8   | Revolution in Zabris                        | Don Lawrence    | 3    | 18     | Look and Learn 11.02.1967 – 08.04.1967           |
| 9   | Vannus Intrige                              | Don Lawrence    | 4    | 12     | Look and Learn 15.04.1967 – 20.05.1967           |
| 10  | Daraks Rache                                | Don Lawrence    | 4    | 22     | Look and Learn 27.05.1967 – 05.08.1967           |
| 11  | Die leuchtenden Kugeln                      | Don Lawrence    | 4    | 14     | Look and Learn 12.08.1967 – 23.09.1967           |
| 12  | Die Herrschaft von Kaiserin Thara           | Don Lawrence    | 5    | 38     | Look and Learn 30.09.1967 – 03.02.1968           |
| 13  | Der Herr über Leben und Tod                 | Don Lawrence    | 5    | 30     | Look and Learn 10.02.1968 – 18.05.1968           |
| 14  | Die drei Prinzen                            | Don Lawrence    | 6    | 62     | Look and Learn 25.05.1968 – 21.12.1968           |
| 15  | Die Sporen aus dem All                      | Don Lawrence    | 7    | 16     | Look and Learn 28.12.1968 – 15.02.1969           |
| 16  | Die verlorene Stadt                         | Don Lawrence    | 7    | 24     | Look and Learn 22.02.1969 – 10.05.1969           |
| 17  | Gefahr aus dem Vulkan                       | Ron Embleton    | 7    | 16     | Look and Learn 17.05.1969 – 05.07.1969           |
| 18  | Unsichtbar auf der Flucht                   | Don Lawrence    | 8    | 14     | Look and Learn 12.07.1969 – 23.08.1969           |
| 19  | Die ultimative Waffe                        | Don Lawrence    | 8    | 10     | Look and Learn 30.08.1969 – 27.09.1969           |
| 20  | Der Tyrann                                  | Don Lawrence    | 8    | 26     | Look and Learn 04.10.1969 – 27.12.1969           |
| 21  | Der rote Tod                                | Don Lawrence    | 8    | 18     | Look and Learn 03.01.1970 – 28.02.1970           |
| 22  | Der Marionetten-Kaiser                      | Don Lawrence    | 9    | 28     | Look and Learn 07.03.1970 – 06.06.1970           |
| 23  | Die fünf Aufgaben                           | Don Lawrence    | 9    | 46     | Look and Learn 13.06.1970 – 14.11.1970           |
| 24  | Gefahr aus der Tiefe                        | Don Lawrence    | 10   | 24     | Look and Learn 14.11.1970 – 06.02.1971           |
| 25  | Invasion der Rallus                         | Don Lawrence    | 10   | 14     | Look and Learn 13.02.1971 – 27.03.1971           |
| 26  | Die Stadt der Juwelen                       | Don Lawrence    | 10   | 16     | Look and Learn 27.03.1971 – 22.05.1971           |
| 27  | Der gewissenlose Diener                     | Don Lawrence    | 10   | 16     | Look and Learn 29.05.1971 – 17.07.1971           |
| 28  | Der Duplikator                              | Don Lawrence    | 11   | 18     | Look and Learn 17.07.1971 – 18.09.1971           |
| 29  | Die Maskierten                              | Don Lawrence    | 11   | 22     | Look and Learn 25.09.1971 – 04.12.1971           |
| 30  | Der Gefangene von Zerss                     | Don Lawrence    | 11   | 20     | Look and Learn 04.12.1971 – 12.02.1972           |
| 31  | Die Spielzeugkiller                         | Don Lawrence    | 12   | 16     | Look and Learn 19.02.1972 – 08.04.1972           |
| 32  | Das Hypnose-Medaillon                       | Miguel Quesada  | 12   | 12     | Look and Learn 15.04.1972 – 20.05.1972           |
| 33  | Der unheilvolle Kasten                      | Don Lawrence    | 12   | 18     | Look and Learn 27.05.1972 – 22.07.1972           |
| 34  | Der Hydro-Mann                              | Don Lawrence    | 12   | 18     | Look and Learn 29.07.1972 – 23.09.1972           |
| 35  | Der Fluch der Mumie                         | Don Lawrence    | 13   | 18     | Look and Learn 30.09.1972 – 25.11.1972           |
| 36  | Die verlorenen Jahre                        | Don Lawrence    | 13   | 22     | Look and Learn 02.12.1972 – 10.02.1973           |
| 37  | Reise nach Oracadia                         | Don Lawrence    | 13   | 18     | Look and Learn 17.02.1973 – 14.04.1973           |
| 38  | Geheimnis um Burg Doum                      | Don Lawrence    | 13   | 18     | Look and Learn 21.04.1973 – 16.06.1973           |
| 39  | Das Haus der fünf Mode                      | Don Lawrence    | 14   | 18     | Look and Learn 23.06.1973 – 18.08.1973           |
| 40  | Planet der Gesetzlosen                      | Don Lawrence    | 14   | 10     | Look and Learn 25.08.1973 – 22.09.1973           |
| 41  | Der Glaspalast                              | Don Lawrence    | 14   | 4      | Look and Learn 29.09.1973 – 06.10.1973           |
| 42  | Der Schrecken von Tarron                    | Don Lawrence    | 14   | 16     | Look and Learn 13.10.1973 – 01.12.1973           |
| 43  | Die Sonnenanbeter                           | Don Lawrence    | 14   | 18     | Look and Learn 08.12.1973 – 02.02.1974           |
| 44  | Der Vorgplanet                              | Miguel Quesada  | 14   | 10     | Look and Learn 09.02.1974 – 09.03.1974           |
| 45  | Die Flut                                    | Philip Corke    | 15   | 20     | Look and Learn 16.03.1974 – 18.05.1974           |
| 46  | Das Elixier der ewigen Jugend               | Philip Corke    | 15   | 16     | Look and Learn 25.05.1974 – 13.07.1974           |
| 47  | Der Attentäter                              | Philip Corke    | 15   | 16     | Look and Learn 20.07.1974 – 07.09.1974           |
| 48  | Die Alien-Samen                             | Philip Corke    | 15   | 14     | Look and Learn 14.09.1974 – 26.10.1974           |
| 49  | Der Vorg-Stein                              | Philip Corke    | 15   | 20     | Look and Learn 02.11.1974 – 04.01.1975           |
| 50  | Die kurze Regentschaft von Kaiser Sennos I. | Ron Embleton    | 16   | 8      | Ranger Book 1968 (verfügbar ab 28. Oktober 1967) |
| 51  | Die Wettermaschine                          | Philip Corke    | 16   | 16     | Look and Learn 08.02.1975 – 29.03.1975           |
| 52  | Der Mann aus der Zukunft                    | Don Lawrence    | 16   | 18     | Look and Learn 05.04.1975 – 31.05.1975           |
| 53  | Die Mission des Lukaz Rann                  | Don Lawrence    | 16   | 20     | Look and Learn 07.06.1975 – 09.08.1975           |
| 54  | Torgas Gedankenkontrolle                    | Don Lawrence    | 16   | 18     | Look and Learn 16.08.1975 – 11.10.1975           |
| 55  | Nastor der Wunderheiler                     | Don Lawrence    | 17   | 12     | Look and Learn 18.10.1975 – 22.11.1975           |
| 56  | Die perfekte Sammlung                       | Don Lawrence    | 17   | 16     | Look and Learn 29.11.1975 – 17.01.1976           |
| 57  | Der grüne Nebel                             | Don Lawrence    | 17   | 16     | Look and Learn 24.01.1976 – 13.03.1976           |
| 58  | Das verborgene Tal                          | Don Lawrence    | 17   | 16     | Look and Learn 20.03.1976 – 08.05.1976           |
| 59  | Gefahr aus dem All                          | Don Lawrence    | 17   | 10     | Look and Learn 15.05.1976 – 12.06.1976           |
| 60  | Der Rat des Weisen von Vorg                 | Ernest Ratcliff | 18   | 8      | Ranger book 1967 (verfügbar ab 8. Oktober 1966)  |

Die folgende Liste von Geschichten die Oliver Frey und Gerry Wood gezeichnet haben, ist nicht enthalten in der Neuauflage bei Panini. Diese Geschichten erschienen in Bänden zwischen 1989 und 1996 im Hethke Verlag.
| Nr. | Titel                               | Zeichner    | Band | Seiten | Zuerst erschienen in                   |
| --- | ----------------------------------- | ----------- | ---- | ------ | -------------------------------------- |
| 61  | Tod aus dem All                     | Oliver Frey | 14   | 16     | Look and Learn 19.6.1976 – 7.8.1976    |
| 62  | Jannos Prüfungen                    | Oliver Frey | 11   | 16     | Look and Learn 14.8.1976 – 2.10.1976   |
| 63  | Krusis Traum                        | Oliver Frey | 8    | 16     | Look and Learn 9.10.1976 – 27.11.1976  |
| 64  | Die Vorsehung                       | Oliver Frey | 11   | 10     | Look and Learn 4.12.1976 – 1.1.1977    |
| 65  | In der Klauen der Vergangenheit     | Oliver Frey | 17   | 20     | Look and Learn 8.1.1977 – 12.3.1977    |
| 66  | Trigans Rücktritt                   | Oliver Frey | 14   | 16     | Look and Learn 19.3.1977 – 7.5.1977    |
| 67  | Das Universelle Elixier             | Oliver Frey | 17   | 16     | Look and Learn 7.5.1977 – 2.7.1977     |
| 68  | Der Maulwurf                        | Oliver Frey | 11   | 16     | Look and Learn 9.7.1977 – 27.8.1977    |
| 69  | Der Superjet                        | Oliver Frey | 8    | 8      | Look and Learn 3.9.1977 – 24.9.1977    |
| 70  | Die Legende von Zonn                | Gerry Wood  | 32   | 12     | Look and Learn 1.10.1977 – 5.11.1977   |
| 71  | Duell mit Cato                      | Oliver Frey | 8    | 16     | Look and Learn 12.11.1977 – 31.12.1977 |
| 72  | Unter dem Sklavenjoch               | Gerry Wood  | 31   | 20     | Look and Learn 7.1.1978 – 11.3.1978    |
| 73  | Der Rivale                          | Gerry Wood  | 20   | 16     | Look and Learn 18.3.1978 – 6.5.1978    |
| 74  | Der Gott von Zonda                  | Gerry Wood  | 29   | 16     | Look and Learn 13.5.1978 – 1.7.1978    |
| 75  | Avarans Verrat                      | Gerry Wood  | 30   | 12     | Look and Learn 8.7.1978 – 12.8.1978    |
| 76  | Das Schlafmonster                   | Gerry Wood  | 33   | 12     | Look and Learn 11.11.1978 – 16.12.1978 |
| 77  | Die Früchte des Vergessens          | Gerry Wood  | 29   | 28     | Look and Learn 23.12.1978 – 31.3.1979  |
| 78  | Kaiser Keren                        | Gerry Wood  | 20   | 28     | Look and Learn 7.4.1979 – 7.7.1979     |
| 79  | Gefangen im Nivata-Eis              | Gerry Wood  | 31   | 24     | Look and Learn 14.7.1979 – 29.9.1979   |
| 80  | Der Verrat des Hipsos               | Gerry Wood  | 32   | 26     | Look and Learn 1.12.1979 – 23.2.1980   |
| 81  | Der Skorpiads (Teil 1)              | Gerry Wood  | 23   | 22     | Look and Learn 1.3.1980 – 28.6.1980    |
| 82  | Der Skorpiads (Teil 2)              | Gerry Wood  | 23   | 28     | Look and Learn 5.7.1980 – 4.10.1980    |
| 83  | Die Rückkehr der Skorpiads (Teil 1) | Gerry Wood  | 26   | 32     | Look and Learn 10.1.1981 – 25.4.1981   |
| 84  | Die Rückkehr der Skorpiads (Teil 2) | Gerry Wood  | 26   | 28     | Look and Learn 2.5.1981 – 1.8.1981     |
| 85  | Die Sklaven von Gallas (Teil 1)     | Gerry Wood  | 28   | 30     | Look and Learn 8.8.1981 – 14.11.1981   |
| 86  | Die Sklaven von Gallas (Teil 2)     | Gerry Wood  | 28   | 24     | Look and Learn 21.11.1981 – 6.2.1982   |
| 87  | Der Sohn des Salo                   | Gerry Wood  | 30   | 20     | Look and Learn 13.2.1982 – 17.4.1982   |

## Autoren
- Mike Butterworth
- Ken Roscoe

## Zeichner
- Don Lawrence
- Miguel Quesada
- Philip Corke
- Ron Embleton
- Ernest Ratcliff
- Ramon Sola
- Oliver Frey
- Gerry Wood